# السفارة الرسولية إلى توغو
السفارة الرسولية إلى توغو هي البعثة الدبلوماسية للكرسي الرسولي إلى توغو. السفير الرسولي في توغو هو مكتب كنسي للكنيسة الكاثوليكية في توغو، برتبة سفير. يعمل كسفير للكرسي الرسولي في جمهورية توغو ونقطة اتصال بين الهيكل الهرمي الكاثوليكي في توغو والبابا.
في عام 1948، أنشأ الكرسي الرسولي وفدًا إلى داكار بقيادة مارسيل فرانسوا لوفيفر  لتمثيل مصالحه في إفريقيا الاستعمارية الفرنسية. بعد إنهاء استعمار المنطقة، تم تغيير اسم هذا المنصب إلى المندوب الرسولي إلى غرب إفريقيا في 23 سبتمبر 1960 وأعطي المسؤولية عن السنغال، فولتا العليا، كوت ديفوار، داهومي (بنين)، غينيا، موريتانيا، النيجر، السودان، توغو، غانا، غامبيا وسيراليون. على مدار العقد التالي، عندما أقام الفاتيكان علاقات مع دول فردية، تم إنشاء مكاتب خاصة بكل بلد، بما في ذلك وفود إلى غينيا وتوغو ومالي وموريتانيا في 21 مايو 1973.

## قائمة الممثلين البابويين في توغو
المندوبين الرسوليين
- برونو فوستنبرغ (20 ديسمبر 1973 [4] - 17 يناير 1979)
- جوزيبي فيرايولي (25 أغسطس 1979 - 21 يوليو 1981)

الرسولية الموالية للسفراء
- إيفان دياس (8 مايو 1982 - 20 يونيو 1987)
- جوزيبي برتيلو (17 أكتوبر 1987 - 12 يناير 1991)
- أبراهام كاتومانا (8 مايو 1991 - 16 ديسمبر 1992)

الرسل الرسوليين
- أندريه دوبوي (6 أبريل 1993 - 27 مارس 2000) [5]
- جورج كوتشري (10 يونيو 2000 [6] - 2002)
- بيير نغوين فان توت (25 تشرين الثاني / نوفمبر 2002 [7] - 24 آب / أغسطس 2005) [8]
- مايكل أوجست بلوم (24 أغسطس 2005 [8] - 2 فبراير 2013) [9]
- بريان أوديغوي (16 يوليو 2013 [10] - 13 يونيو 2020) [11]
- مارك مايلز (2 مارس 2021 [12] - الآن)